# Francis Suarez
Francis Xavier Suarez (Miami, 6 ottobre 1977) è un politico e avvocato statunitense, sindaco di Miami dal 2017 e candidato per le elezioni presidenziali del 2024.